# Георг Грос
Георг Грос (на немски: Georg Groß; на английски: George Grosz) е германски художник от 20 век.
Известен е най-вече с карикатурите си на берлинския живот през 1920-те години. Изявен член на групата на берлинските дадаисти и на течението „Нова вещественост“ (на немски: Neue Sachlichkeit) по време на Ваймарската република. Той емигрира в САЩ през 1933 г., и става натурализиран гражданин през 1938 година. През 1956 г. се завръща в Берлин, където умира.

## Биография
Георг Грос е роден в Берлин, Германия, син на собственик на кръчма. Родителите му са лутерани. Грос израства в померанския град Щолп (Słupsk), където майка му става съдържателка на местния хусарски локал, след като баща му умира през 1901 г. По настояване на братовчед си младият Грос започва да посещава всяка седмица кръжока по рисуване, воден от местен художник на име Грот. Грос развива художническите си способности по-нататък като прави изпипани копия на пиянски сцени на Едуард фон Грюцнер и рисувайки въображаеми батални сцени. Между 1909 и 1911 г. следва в Дрезденската академия за изящни изкуства, където учители са му Рихард Мюлер, Роберт Щерл, Рафаел Веле и Осмар Шиндлер. Веднага след това учи в берлинския Колеж по изкуства и занаяти при Емил Орлик.
През ноември 1914 г. Грос постъпва в армията като доброволец, с надеждата, че приемайки сам да се подложи на военна повинност, ще избегне изпращане на фронта. Освободен е след хоспитализация за синузит през 1915 г. През 1916 г. променя изписването на името си на George Grosz в знак на протест срещу германския национализъм и от романтичен ентусиазъм по отношение на Америка, възникнал при юношеското му четене на книгите на Джеймс Фенимор Купър, Брет Харт и Карл Май, ентусиазъм, който той запазва до края на живота си. (По същото време неговият приятел и сътрудник художникът Хелмут Херцфелд променя името си на John Heartfield.) През януари 1917 г. получава призовка за фронта, но през май е отписан като трайно негоден.
В последните месеци на 1918 г. Грос се присъединява към Съюза на спартакистите, който през декември 1918 г. е преименуван на Комунистическата партия на Германия (КПГ). Арестуван е по време на Въстанието на спартакистите през януари 1919 г., но бяга с помощта на фалшиви документи за самоличност. През 1921 г. Грос е обвинен за обида на армията. Делото завършва с глоба от 300 германски марки и унищожаването на серията му Gott mit uns („Бог с нас“), сатира на германското общество. През 1928 г. е преследван за богохулство след публикуване на антиклерикални рисунки. Според историка Дейвид Неш, Грос „публично заявява, че не е бил нито християнин, нито пацифист, но е активно мотивиран от вътрешна потребност да създаде тези снимки“, и накрая е оправдан след жалене на две инстанции. От друга страна, през 1942 г. списание Time идентифицира Грос като пацифист.
През 1922 г. Грос пътува до Русия с писателя Мартин Андерсен Нексьо. При пристигането си в Мурманск те са арестувани за кратко като шпиони; след като техните пълномощни писма са одобрени им е позволено да се срещнат с Григорий Зиновиев, Анатолий Луначарски и Владимир Ленин. Шестмесечният престой на Грос в Съветския съюз го оставя безразличен към видяното. През 1923 г. прекратява членството си в КПГ, въпреки че политическите му позиции са почти без промяна.
Българският архитект и писател Чавдар Мутафов налича Георг Грос „майсторът на гениалната баналност“.
Грос напуска Германия малко преди Хитлер да дойде на власт. През юни 1932 г. той приема поканата да преподава през летния семестър на Студентската художествена лига (на английски: Art Students League) в Ню Йорк. През октомври 1932 г. се завръща в Германия, но на 12 януари 1933 г. заедно със семейството си емигрира в Америка. Става натурализиран гражданин на САЩ през 1938 г. и се установява в Бейсайд, Ню Йорк. През 1930-те години преподава в Студентската художествена лига, където един от неговите ученици е Роумър Биърдън, който е повлиян от стила му на колажиране. Грос преподава в Студентската художествена лига с прекъсвания до 1955 г.
В Америка Грос решава да скъса решително с миналото си и да се промени стила си. Продължава да излага редовно, а през 1946 г. публикува своята автобиография, A Little Yes and a Big No. През 1950 г. открива частно художествено училище в дома си, а също така работи като художник със стипендия в Des Moines Art Center. Избран е за асоцииран член на Националната академия за дизайн през 1950 г. През 1954 г. е избран за член на Американската академия за изкуства и литература. Въпреки че има американско гражданство, решава да се върне в Берлин, където умира на 6 юли 1959 г. от последиците от падане по стълби след пиянска нощ.